# هاي فلاير
هاي فلاير (بالصينية: 幻方; البينيين: Huàn Fāng) هي شركة صناديق تحوط صينية تأسست في فبراير 2016.عنوان تسجيلها القانوني في نينغبو، تشجيانغ، ومقر مكتبها الرئيسي في هانغتشو، تشجيانغ. وتعتبر هاي فلاير هي المؤسس والداعم لشركة الذكاء الاصطناعي ديب سيك.

## النشأة
تأسست شركة هاي فلاير في فبراير 2016 من قبل ليانغ وينفينغ واثنين من زملائه في جامعة تشجيانغ. حيث توصلوا كطلاب إلى أفكار التداول الخوارزمي ‏ أثناء فترة الأزمة المالية 2007-2008. تمتلك الشركة شركتين تابعتين مرخصتين من قبل أماك AMAC، وهما شركة تشجيانغ هاي فلاير لإدارة الأصول المحدودة وشراكة نينغابو هاي فلاير لإدارة الاستثمارات الكمية المحدودة الشراكة، التي تم تأسيسها في عامي 2015 و2016 على التوالي. حيث تمتلك هاتان الشركتان الفرعيتان أكثر من 450 منتج استثماري.
قامت شركة هاي فلاير في عام 2016 بتجربة نموذج قائم على عوامل متعدده للسعر والحجم لاتخاذ مراكز في الأسهم، وبدأت اختباره في التداول في العام التالي ثم تبنت استراتيجيات تعتمد على التعلم الآلي على نطاق أوسع.
في عام 2019، أنشأت شركة هاي فلاير شركة تابعة خاضعة لتنظيم اس اف سي هيئة الأوراق المالية والبورصات ‏ في هونج كونج باسم هاي فلاير كابيتال مانجمنت (هونج كونج) المحدودة. تمت الموافقة عليها كمستثمر مؤسسي أجنبي مؤهل ‏ بعد عام واحد. في نفس العام، أنشأت شركة هاي فلاير شركة هاي فلاير إيه آي والتي كانت مخصصة للبحث في خوارزميات الذكاء الاصطناعي وتطبيقاتها الأساسية.
في عام 2020، أنشأت شركة هاي فلاير جهاز فاير فلاير آي، وهو حاسوب فائق يركز على التعلم العميق للذكاء الاصطناعي. حيث بلغت تكلفته ما يقارب 200 مليون يوان.وفي عام 2021، تم إيقاف تشغيل فاير فلاير آي وتم استبداله بـفاير فلاير آي آي والتي بلغت تكلفته 1مليار يوان. وكان يحتوي على 10,000وحدة معالجة رسومات جي بي يو اس من نوع نافيديا إيه 100. بحلول العام 2021، كانت جميع استراتيجيات هاي فلاير تستخدم الذكاء الاصطناعي، مما استدعى مقارنتها مع شركة رينايسنس تكنولوجيز.
في نهاية عام 2021، أصدرت شركة هاي فلاير بياناً عاماً على وي تشات تعتذر فيه عن خسائرها في الأصول بسبب أدائها الضعيف وقد انخفض أداء أكثر من 100 من منتجاتها الاستثمارية بنسبة تزيد مقدارها عن 10%. حيث صرحت شركة هاي فلاير أن نماذج الذكاء الاصطناعي الخاصة بها لم تتمكن من تحديد توقيت التداولات بشكل جيد على الرغم من أن اختيار أسهمها كان جيدًا من حيث القيمة طويلة الأجل. وستتحمل النماذج مخاطر أعلى أثناء تقلبات السوق التي أدت إلى تعميق التراجع. بالإضافة إلى أن الشركة كانت قد ذكرت أنها وسعت أصولها بسرعة كبيرة مما أدى إلى ظهور استراتيجيات تداول مماثلة جعلت العمليات أكثر صعوبة. حتى هذه اللحظة، أنتجت هاي فلاير عوائد كانت أعلى بنسبة 20% -50% من مؤشرات سوق الأسهم في السنوات الماضية.
في مارس 2022، نصحت شركة هاي فلاير بعض العملاء المعرضون بشكل مباشر للتقلبات باستعادة أموالهم حيث توقعت أن السوق من المرجح أن ينخفض أكثر.
في أبريل 2023، أعلنت شركة هاي فلاير أنها ستشكل هيئة بحثية جديدة لاستكشاف جوهر الذكاء العام الاصطناعي. ومع ذلك، أشارت إلى أنه لن يتم استخدامها في تنفيذ تداول الأسهم. وسيتم اطلاق اسم ديب سيك على هذه المنظمة.
من العام 2018 إلى العام 2024، تفوق أداء هاي فلاير بشكل مستمر على مؤشر سي اس آي 300 ‏. ومع ذلك، بعد الحملة المنتظمة ضد صناديق الاستثمار الكمية في فبراير 2024، تأخرت صناديق هاي فلاير عن المؤشر بنحو 4 نقاط مئوية.
في يوليو 2024، نشرت مجلة هاي فلاير مقالاً للدفاع عن الصناديق الكمية ردًا على المنتقدين الذين حملوها مسؤولية أي تقلب يحدث في السوق ودعوا إلى حظرها في أعقاب تشديد اللوائح التنظيمية عليها. وقد صرحت شركة هاي-فلاير بأنها احتفظت بأسهم ذات أساسيات قوية لفترة طويلة وتداولتها ضد التقلبات غير العقلانية التي قللت من حدوث التقلبات في السوق.
في أكتوبر 2024، أوقفت شركة هاي فلاير منتجاتها المحايدة للسوق ‏، بعد أن تسبب ارتفاع اسعار الأسهم المحلية إلى حدوث ما يسمى ضغط البيع القصير المكشوف.

## الشؤون المؤسسية
كان فريق الاستثمار والبحث في هاي فلاير يضم 160 عضوًا في العام 2021، بما في ذلك الحاصلون على الميداليات الذهبية في الأولمبياد وخبراء شركات الإنترنت العملاقة والباحثين الكبار. وقد حاولت الشركة توظيف علماء تعلم الآلة العميق من خلال عرض رواتب سنوية تصل إلى 2 مليون يوان.
في عام 2022، تبرعت الشركة بمبلغ 221 مليون يوان للأعمال الخيرية، حيث حثت الحكومة الصينية الشركات على بذل المزيد من الجهود و الأنشطة تحت مسمى " الازدهار المشترك ‏".
في مارس 2023، تم الإبلاغ عن رفع دعوى قضائية ضد شركة هاي فلاير من قبل شركة شانغهاي رويتان للاستثمار المحدودة بسبب توظيف أحد موظفيها. وذكرت الشركة المنافسة أن الموظف السابق كان يمتلك أكواد استراتيجية كمية تعتبر "أسرار تجارية أساسية" وطلبت تعويضاً قدره 5 ملايين يوان بسبب الممارسات غير التنافسية ‏.وقد حكمت المحكمة لصالح شركة هاي فلاير في مايو 2023.
في أكتوبر 2023، أعلنت شركة هاي فلاير أنها أوقفت مؤسسها المشارك والمدير التنفيذي الكبير شو جين عن العمل بسبب "تعامله غير اللائق مع مسألة عائلية" وتأثيره السلبي على سمعة الشركة"، وذلك بعد منشور اتهامي له على وسائل التواصل الاجتماعي إضافة إلى قضية طلاق لاحقة رفعتها زوجة شو جين بشأن علاقة شو خارج نطاق الزواج.